# Constitution Street
Constitution Street est une rue de Leith, quartier portuaire d'Édimbourg, en Écosse. Elle s'étend vers le nord depuis la jonction de Leith Walk, Great Junction Street et Duke Street jusqu'à l'Albert Dock à Leith Docks.

## Histoire
La rue tire son nom de Constitution Hill, qui se trouvait à l'emplacement des actuelles Assembly Rooms. La carte de Leith de 1777 l'appelle Constitution Road.
La rue dans sa longueur actuelle n'a été achevée qu'en 1800, à l'époque construite comme une voie de contournement de Bernard Street à Leith Walk, évitant ainsi les rues médiévales bondées et sinueuses du vieux Leith. La rue à cette époque était dotée d'une chaussée et s'élevait à environ deux mètres au-dessus du niveau naturel du sol. Les bâtiments antérieurs ont désormais leurs pièces d'origine au rez-de-chaussée enterrées au sous-sol.
La majeure partie des bâtiments bordant la rue reste pratiquement inchangée depuis plus d'un siècle, mais l'extrémité nord, autrefois industrielle, est désormais en grande partie réaménagée en logements.

## Événements notables
Le 9 janvier 1823, les deux derniers hommes exécutés pour piraterie en Écosse furent pendus à l'extrémité nord de la rue (près de l'actuelle Tower Street). Les deux hommes étaient Peter Heaman de Karlskrona en Suède et François Gautiez de France. Un récit indique que leurs corps ont ensuite été confiés au Dr Alexander Monro pour dissection. Un deuxième récit indique qu'ils ont été enterrés là où ils ont été exécutés. Deux corps ont été découverts lors de fouilles archéologiques à l'extrémité nord de la rue, à peu près au bon endroit, à l'été 2000, validant peut-être cette dernière affirmation.

## Bâtiments remarquables
Dans les dégagements des années 1950, bien que principalement centrée sur Kirkgate à l'ouest, Constitution Street a perdu quelques bâtiments importants, notamment la maison de Lord Balmerino datant d'environ 1670.
À l'est de Bernard Street, le bâtiment le plus remarquable est le classique Assembly Rooms, l'ancien bâtiment Leith Exchange.
Le Poste de police de Leith, est l'ancien hôtel de ville de Leith, construit en 1827 .
L'église Saint-James a été conçue par George Gilbert Scott et construite en 1862. La flèche en pierre a été tronquée en 1977.
Le cimetière à l'extrémité sud est relié à l'église paroissiale de Leith Sud mais est géré par le conseil municipal d'Édimbourg. En 2009, une fouille liée à la construction des tramways d'Édimbourg a mis au jour plusieurs corps juste à l'extérieur du mur du cimetière.

## Transport

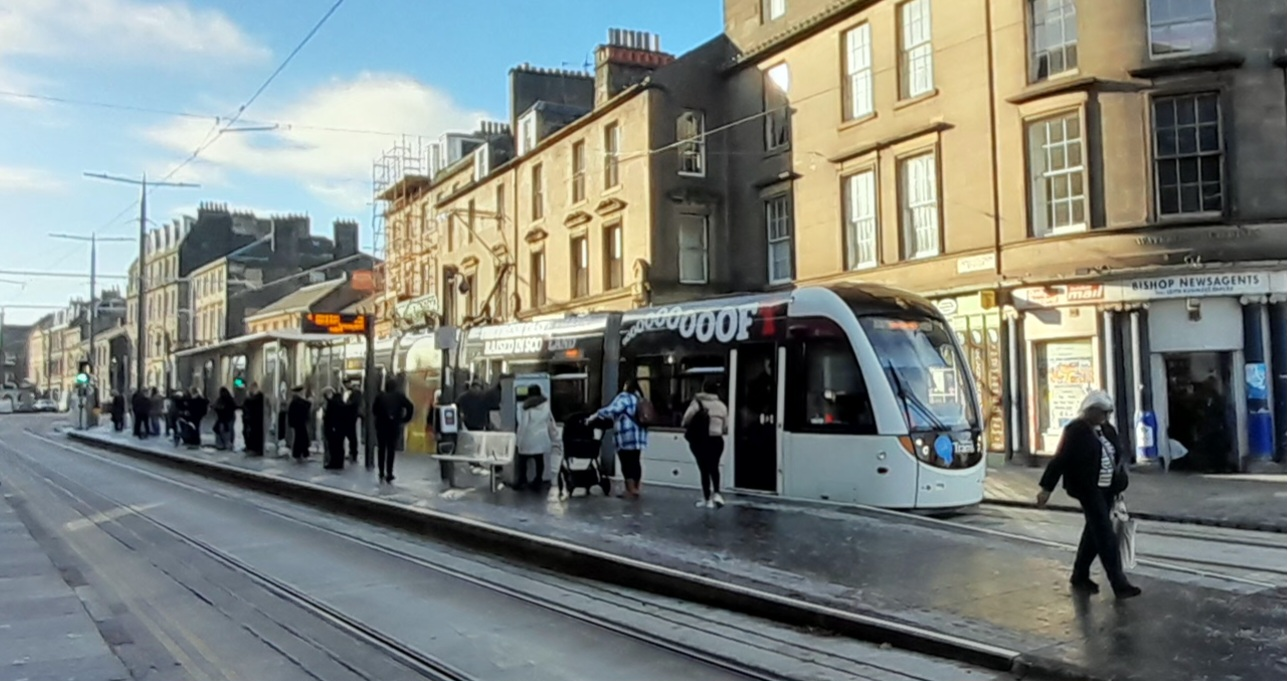
Tramway à destination de Newhaven s'arrêtant à The Shore

Constitution Street dispose d'arrêts de tramway à ses extrémités nord et sud. L'extrémité sud de la rue est réservée au tramway.
|                                      |
| Exchange Buildings et Assembly Rooms |

|                                                            |
| Leith Police Station, ancien Hôtel de Ville de Leith, 1827 |

|                          |
| Ancienne église St-James |

|                                   |
| Eglise paroissiale de South Leith |

|                    |
| Foot of Leith Walk |

## Dans les films
- La Conquête du pôle Sud (1989) avec Ewen Bremner et John Michie
- Trainspotting (1996) avec Ewen Bremner et Ewan McGregor
- Soleil sur Leith (2013) avec Peter Mullan